# Guimnastiorka
La guimnastiorka (transcripció ortogràfica catalana del rus гимнастёрка) és una jaqueta militar amb forma de brusa llarga (tot fent faldó) i tancada (es col·loca tot passant-la pel coll, amb l'ajuda d'un tall fins a mig pit, botonable), generalment amb coll dret (tancat amb gafets), punys muntats i sense muscleres (es duia amb pales, llevat del període 1917-1943 en què estigueren proscrites); pot dur butxaques, però no és el més habitual. Característica de l'exèrcit rus, i del soviètic, es basa en la brusa tradicional del mugic rus.

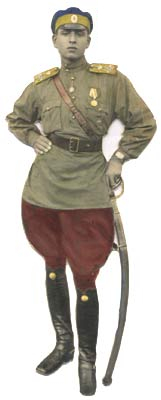
Hússar de Mariúpil amb guimnastiorka

La guimnastiorka va néixer el 1862 com a гимнастическая рубаха (guimnastítxeskaia rubakha, 'camisa gimnàstica'), i en color blanc, amb la funció d'ésser peça pràctica a usar en exercicis formatius i vida casernària; el nom definitiu en derivà per contracció. Essent una peça còmoda i fresca, el 1869 fou adoptada com a substitut estiuenc de la guerrera verda per a les tropes que lluitaven al Turquestan. A les alçades de la Guerra Russo-turca de 1877-1878 la guimnastiorka ja equipava la totalitat de l'exèrcit rus com a part integrant de l'uniforme d'estiu; generalment es combinava amb gorra de plat blanca per a tots els graus. Des del principi la guimnastiorka fou peça exclusiva de la tropa; l'equivalent de l'oficialitat era el kítel, peça d'estil similar, però oberta.
Amb el nou uniforme caqui de 1907 la guimnastiorka passà a ésser la peça superior de la tropa per a tota estació (sumant-hi el capot a l'hivern, és clar), amb la qual cosa s'extingí la guerrera de tropa.
A l'Exèrcit Roig la guimnastiorka fou la peça superior de la tropa d'ençà el primer reglament uniformològic (1919), bé que desproveïda de pales i amb un sistema d'insígnies radicalment nou; l'oficialitat, en canvi, usava guerrera (frentx o, en 1924-1943, rubakha-frentx 'camisa-guerrera' o 'guerrera camisera'), tot i que sovint optava per la guimastiorka a l'estiu o en campanya.
En la versió soviètica, el coll de la guimastiorka fou dret en 1919-1921 i girat des del 1922 fins al 1943, en què es retornà al coll dret, juntament amb les pales, les divises i tants altres elements característics de la uniformologia tsarista (alhora, la guerrera d'oficial reprengué el coll dret i el nom de kítel).
Finalment, el reglament uniformològic de 1969 (en vigor el 1970) extingí la guimnastiorka, substituïda per una guerrera de coll girat (kítel) per a diari i campanya i una altra de solapes (així mateix kítel) per a passeig i gala, a la manera de l'oficialitat.
La guimnastiorka soviètica dugué aplicacions de coll des del principi, amb color indicatiu del cos o arma; foren angulars apuntades en 1919-1921, i rectangulars estretes en 1922-1969; a més a més, s'hi duien els emblemes de branca des del 1922, i també les divises a partir de 1924. Elements més efímers, però força emblemàtics, foren els razgovori de pit (1919-1924) i les aplicacions de bocamàniga verticals (1922-1924). Les divises de guimnastiorka es dugueren, successivament: cosides directament a la bocamàniga esquerra (1919-1922); sobre les aplicacions verticals (1922-1924); a les aplicacions de coll (1924-1969, en 1935-1943 afegint-hi galons en xebró a les bocamànigues de tinent en amunt); i, a partir de 1943, també a les pales restaurades.